# Cataractispora aquatica
Cataractispora aquatica är en svampart som beskrevs av K.D. Hyde, S.W. Wong & E.B.G. Jones 1999. Cataractispora aquatica ingår i släktet Cataractispora och familjen Annulatascaceae.   Inga underarter finns listade i Catalogue of Life.